# Arnulfsteg
Der Arnulfsteg ist eine 2020 fertiggestellte Fußgänger- und Radfahrer-Brücke über die Bahngleise, die zum Münchner Hauptbahnhof führen. Im südlichen Teil überquert die rund 240 Meter lange Brücke die Waschanlage für ICE-Züge. Namensgeber der Brücke ist wie für den Arnulfpark und die Arnulfstraße der bayerische Generaloberst Arnulf von Bayern. Das Wort Steg bezeichnet ursprünglich eine kleine, niedrige Brücke für Fußgänger und Radfahrer.

## Beschreibung

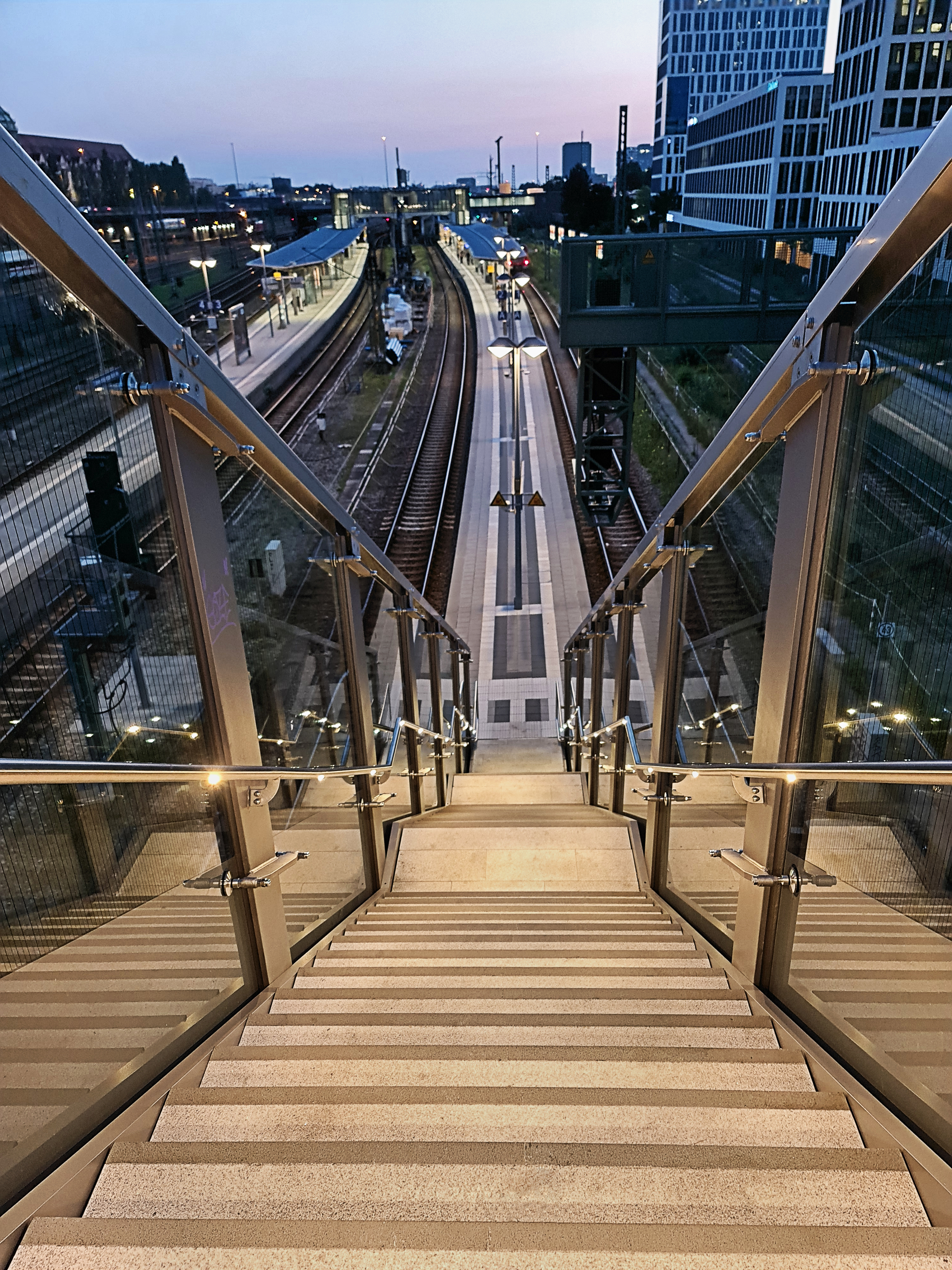
Treppe zum S-Bahnsteig

Der Arnulfsteg verbindet den Arnulfpark mit dem Stadtteil Schwanthalerhöhe. Zuvor bestand zwischen der stark befahrenen Donnersbergerbrücke und der einen Kilometer östlich dieser gelegenen Hackerbrücke keine Querungsmöglichkeit über das Gleisvorfeld des Hauptbahnhofes. Der Bahnhof München Donnersbergerbrücke an der S-Bahn-Stammstrecke war nur von der Donnersbergerbrücke aus zugänglich. Mit dem Arnulfsteg erhielten die beiden Bahnsteige des Bahnhofes auch im Osten eine Zugangsmöglichkeit, allerdings ausschließlich über jeweils eine schmale, mehr als 40 Stufen umfassende Treppe mit zwei Treppenabsätzen.

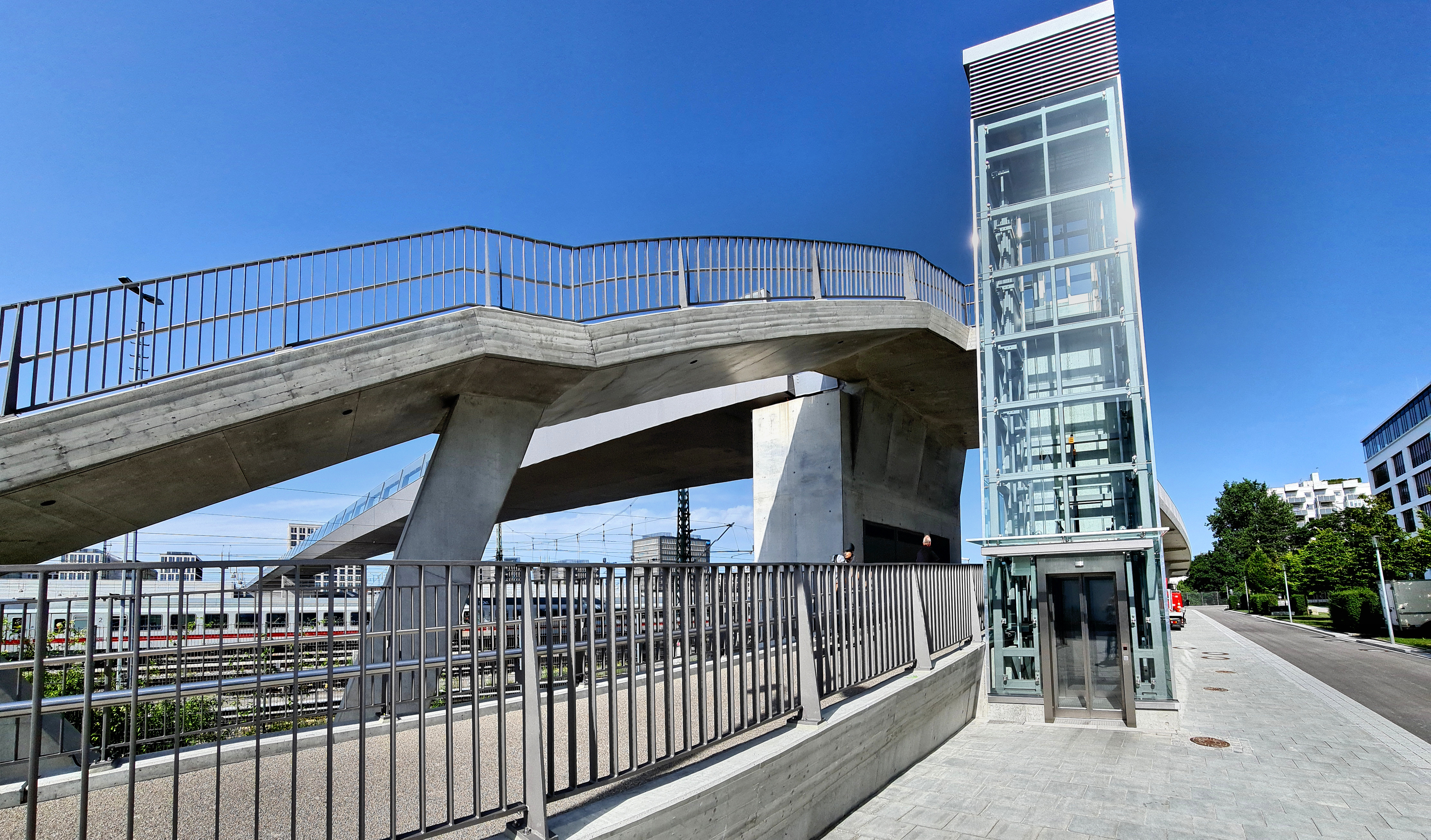
Gläserner Aufzug auf der Südseite

Sowohl an Südseite – von der Philipp-Loewenfeld-Straße – als auch auf der Nordseite – von der Erika-Mann-Straße – führt ein gläserner Aufzug auf die Übergangsebene. Die Zufahrt mittels Fahrrad ist auf der Südseite mittels einer langgestreckten Schleife parallel des Gleiskörpers möglich. Auf der Nordseite ist der Zugang in Form einer spiralförmig nach oben führenden Fahrbahn realisiert.
2022 gewann der Arnulfsteg den Deutschen Lichtdesign-Preis in der Kategorie „Außenbeleuchtung/Öffentliche Bereiche“. Bei den beiden zirka 240 Meter langen Lichtbändern kommt energiesparende LED-Technik auf neuestem Stand zum Einsatz.

## Baugeschichte
Ende 2014 beschloss der Münchner Stadtrat den Bau des Steges, der 2017 fertig gestellt werden sollte. Auf Grund von Verzögerungen bei der Materialbeschaffung konnte der Bau nicht durchgeführt werden. Auch erforderte das Errichten der Brücke die Sperrung von Gleisen der Deutschen Bahn, die nur mit großem zeitlichen Vorlauf möglich ist. Ende 2017 stimmte der Stadtrat erneut für den Bau des Steges, dessen Kosten inzwischen von 18 auf 26 Millionen Euro gestiegen waren. Baubeginn war im April 2018. Die Verkehrsfreigabe erfolgte am 23. Dezember 2020.

## Technische Einzelheiten
Der von dem Planungsteam SSF (Ingenieure) und Lang Hugger Rampp (Architekten) entworfene Arnulfsteg ist eine stählerne Trogbrücke mit Treppen und Zufahrten aus Stahlbeton, die die Gleise in knapp 7 m Höhe überquert.
Der 240,3 m lange Trog ruht auf vier Pfeilern aus Stahlbeton. Zwei scheibenartige Pfeiler wurden auf dem vorhandenen Platz zwischen den Gleisen angeordnet, zwei Pfeiler stehen außerhalb des Bahngeländes am Rande des Gleisfeldes. Diese dienen gleichzeitig als Auflager für die Zufahrtsbauwerke. Der Steg hat deshalb ungleiche Stützweiten von 90,80 + 87,60 + 61,90 m. Der 3,50 m hohe Trog hat eine in Längsrichtung leicht gewölbte Geh- und Fahrbahn, deren Breite von 5,0 m in der Mitte bis auf 6,3 m an den Enden zunimmt, wobei die Außenmaße des Troges gleich bleiben. Seine Außenwände sind Vierendeelträger mit rechteckigen, verglasten Öffnungen. Die Unterkante dieser Fenster nähert sich zur Mitte hin dem Boden, so dass der Blick auf die Bahnanlagen erleichtert wird.
Der Trog wurde im Werk in Abschnitten hergestellt und auf die Baustelle an der Nordseite der Bahnanlage zu dem 83 m langen und 7 m hoch gelegenen sogenannten Taktkeller gebracht. Dort wurden die Abschnitte schrittweise verschweißt und zu den lange im Voraus festgelegten Gleissperrzeiten im Taktschiebeverfahren langsam und schrittweise über die Pfeiler und vier Hilfspfeiler nach Süden geschoben.